# Ферма (Саратовская область)
Ферма — хутор в Саратовском районе Саратовской области России. С 1 января 2022 года входит в состав городского округа Саратова.

## Физико-географическая характеристика
Хутор располагается на севере Саратовского района, в 3 километрах от посёлка Дубки и в 13 километрах от областного центра города Саратова. Хутор располагается на берегу водоёма, рядом проходит железнодорожная ветка Саратов — Сызрань. 
Климат
Климат в хуторе умеренно холодный. Наблюдается большое количество осадков, даже в самый засушливый месяц (согласно классификации климатов Кёппена — Dfa).
Часовой пояс
Ферма, как и вся Саратовская область, находится в часовой зоне МСК+1. Смещение применяемого времени относительно UTC составляет +4:00.
Уличная сеть
В населённом пункте одна улица: Дачная. В территорию хутора также входят два СНТ: Бройлер и Бройлер-3, одна промышленная зона и территория совхоза Весна. 

## Население
| 2010 |
| ---- |
| 21   |

На 2019 год в хуторе проживало 26 человека, насчитывается 19 дворов.

## Инфраструктура
Хутор не газифицирован. 